# Jack Austin (haltérophilie)
Pour les articles homonymes, voir Jack Austin et Austin.
Jack Austin (3 février 1900-23 mars 1988), est un haltérophile britannique.
Il est haltérophile olympique dans la catégorie des poids moyen lors des Jeux olympiques d'été de 1924 à Paris et termine en 22e position.